# 909A busz (Budapest)
A budapesti 909A jelzésű éjszakai autóbusz a Deák Ferenc tér és az Élessarok között közlekedik, kizárólag egy irányban. A 909-essel összehangolt menetrend szerint jár, a vonalon együttesen negyedórás követési időt biztosítva. A vonalat a Budapesti Közlekedési Zrt. üzemelteti.

## Története
2021. június 19-étől a 909-es Élessarokig közlekedő csonkamenetei 909A jelzéssel közlekednek.

## Útvonala
| Élessarok felé |
| --- |
| Deák Ferenc tér vá. – Károly körút – Astoria – Múzeum körút – Kálvin tér – Üllői út – Szabó Ervin tér – Baross utca – Orczy tér – Kőbányai út – Könyves Kálmán körút – aluljáró – Hungária körút – Salgótarjáni utca – Pongrác út – Mázsa tér – Liget tér – Kőrösi Csoma Sándor út – Élessarok – Dreher Antal út – Élessarok vá. |

## Megállóhelyei
Az átszállási kapcsolatok között a hosszabb útvonalon közlekedő 909-es busz nincs feltüntetve!
| 0  | Deák Ferenc tér M induló végállomás | |
| 1  | Astoria M                           | 100E 907, 907A, 908, 908A, 914, 914A, 916, 931, 931A, 934, 950, 950A, 956, 973, 973A, 979, 979A, 990 |
| 3  | Kálvin tér M                        | 100E 914, 914A, 934, 950, 950A, 979, 979A                                                            |
| 4  | Szentkirályi utca                   | |
| 6  | Harminckettesek tere                | 6 923                                                                                                |
| 7  | Horváth Mihály tér                  | |
| 8  | Muzsikus cigányok parkja            | |
| 9  | Kálvária tér                        | |
| 11 | Orczy tér                           | |
| 12 | Kőbányai út 31.                     | |
| 14 | Kőbányai út / Könyves Kálmán körút  | 901, 918                                                                                             |
| 15 | Kőbányai út / Könyves Kálmán körút  | 901, 918                                                                                             |
| 16 | Hidegkuti Nándor Stadion            | 901, 918                                                                                             |
| 17 | Kőbányai garázs                     | |
| 18 | Pongrácz úti lakótelep              | |
| 19 | Kistorony park                      | |
| 20 | Kőbánya alsó vasútállomás           | S50                                                                                                  |
| 22 | Liget tér                           | |
| 23 | Szent László tér                    | |
| 24 | Harmat utca                         | |
| 26 | Élessarok érkező végállomás         | 956, 990                                                                                             |